# 王章 (漢朝)
王章（前1世纪—前24年），字仲卿，西漢泰山郡鉅平縣（今山東省泰安市南）人。王章早年求學於長安，一度身患重病躺在牛衣中對著妻子哭泣，此後其進入朝中為官，逐步升遷至京兆尹。漢成帝年間，王章因直言進諫，得罪了當時大權在握的大將軍王鳳，遭其陷害下獄而死。

## 生平

### 彈劾王鳳
王章年輕時以賢良文學的身分為官吏，逐漸升遷至諫大夫，在朝中以敢於直言而出名。汉元帝初年，擢升為左曹中郎將，與御史中丞陈咸交好，他們因為一同抨擊中书令石顯，而被石顯陷害，陳咸因減刑免死，被處以髡刑，王章則被免官。汉成帝登基後，徵召王章為諫大夫，升任司隶校尉，大臣貴戚們對他又敬又怕。王尊被免去京兆尹的官職後，繼任者皆不稱職，王章被選任為京兆尹。當時漢成帝的舅舅大將軍王凤輔政，王章雖然是王鳳所舉薦，卻指責王鳳專擅朝政，並不親近附和王鳳。適逢出現日食，王章呈上密封奏章，被漢成帝召見，王章說王鳳不宜再任用，應當另選賢明忠誠者。漢成帝起初接受王章的建議，後來卻不忍心罷黜王鳳。王章因此被猜疑，最終被王鳳陷害，於陽朔元年冬天下獄，被定為大逆之罪。

### 牛衣對泣
當初，王章作為儒生在长安求學，獨自與妻子住在一起。某次王章得了重病，沒有被子，躺在給牛禦寒的蓑衣裡，王章以為自己要死了而與妻子訣別，流著眼淚哭泣起來。他的妻子氣憤地呵斥他說：「仲卿，京師在朝為官的尊貴者中，有誰能比得過你呢？如今得了病，遭遇困境，不激勵鼓舞自己，反倒在此哭哭啼啼的，眼光多麼短淺啊！」
後來王章歷任官職，等到他擔任京兆尹，想要上呈密封奏章彈劾王鳳時。其妻又制止他說：「人應該知足，你難道忘了在牛蓑衣中哭泣的時候了嗎？」王章說：「這不是婦道人家所知道的。」仍把奏書遞送上去。王章果然因此被關入廷尉府的監獄，他的妻子兒女也都被拘囚起來。王章的小女兒年約十二歲，一天晚上起來哭喊著說：「此前監獄裡查點犯人，通常要點完獄中的九個人才停止，如今卻只點到第八個人。我父親一向剛直，先死的必定是我父親。」第二天詢問，王章果然已死，他的妻子和孩子都被流放到合浦郡。

### 妻兒還鄉
大將軍王鳳去世後，其弟成都侯王商繼任大將軍之位，輔佐政事，王商禀明漢成帝准許王章的妻兒返回故鄉，王章的家屬都還健在，他們在合浦時靠著採賣珍珠積累了數百萬的家產，當時萧育擔任泰山郡太守，讓他們贖回了原有的房屋與田產。
王章擔任京兆尹兩年，不是因為有罪而死，百姓們因他蒙冤死去而紀念他，將他與王尊、王駿合稱為「三王」。

## 評價
- 班固：王章剛直守節，不量輕重，以陷刑戮，妻子流遷，哀哉[1]。
- 蔡東藩：王章泣困牛衣，其志何鄙？及上書劾鳳，其氣何暴？彼既不願附鳳，則鳳之薦為京兆尹，何勿慨然辭去，自潔其身？既已受職，則當視鳳為知己，貽書規鳳，亦無不可，鳳若不從，去之尚未晚也。乃率爾糾彈，沽直適以召禍。名為讀書有素，反不及一婦人之智，哀哉[4]。

## 延伸閱讀
[在维基数据编辑]
 《漢書·卷076》，出自班固《漢書》